# Lilli Palmer
Lilli Palmer, pseudonimo di Lilli Marie Peiser (Poznań, 24 maggio 1914 – Los Angeles, 27 gennaio 1986), è stata un'attrice e scrittrice tedesca.

## Biografia

### Gli inizi
Figlia del medico ebreo Alfred Peiser e dell'ex attrice teatrale austriaca Rose Lissmann, Lilli Palmer nacque a Posen (all'epoca in territorio prussiano, oggi in Polonia). Trasferitasi a Berlino con la famiglia nel 1918, vi trascorse infanzia e adolescenza diventando anche una classificata giocatrice di tennistavolo e iniziando corsi di recitazione, debuttando nel 1932 all'Hessischer Landestheater di Darmstadt.
Nel 1933 la famiglia Peiser si trasferì a Parigi per sfuggire alla crescente influenza del nazismo. Nella capitale francese, la Palmer si esibì come canzonettista e soubrette in locali di cabaret, formando con la sorella maggiore Irene il duo Soeurs Viennoises; successivamente si stabilì a Londra, dove venne scoperta da un talent scout britannico che la mise sotto contratto per la Gaumont Film Company.
Dopo il debutto cinematografico nel 1935 con il film Crime Unlimited, la Palmer si affermò in particolar modo in Amore e mistero (1936), diretto da Alfred Hitchcock, in A Girl Must Live (1939) di Carol Reed e nella commedia Sesso gentile (1943), diretta da Leslie Howard.

### La carriera a Hollywood

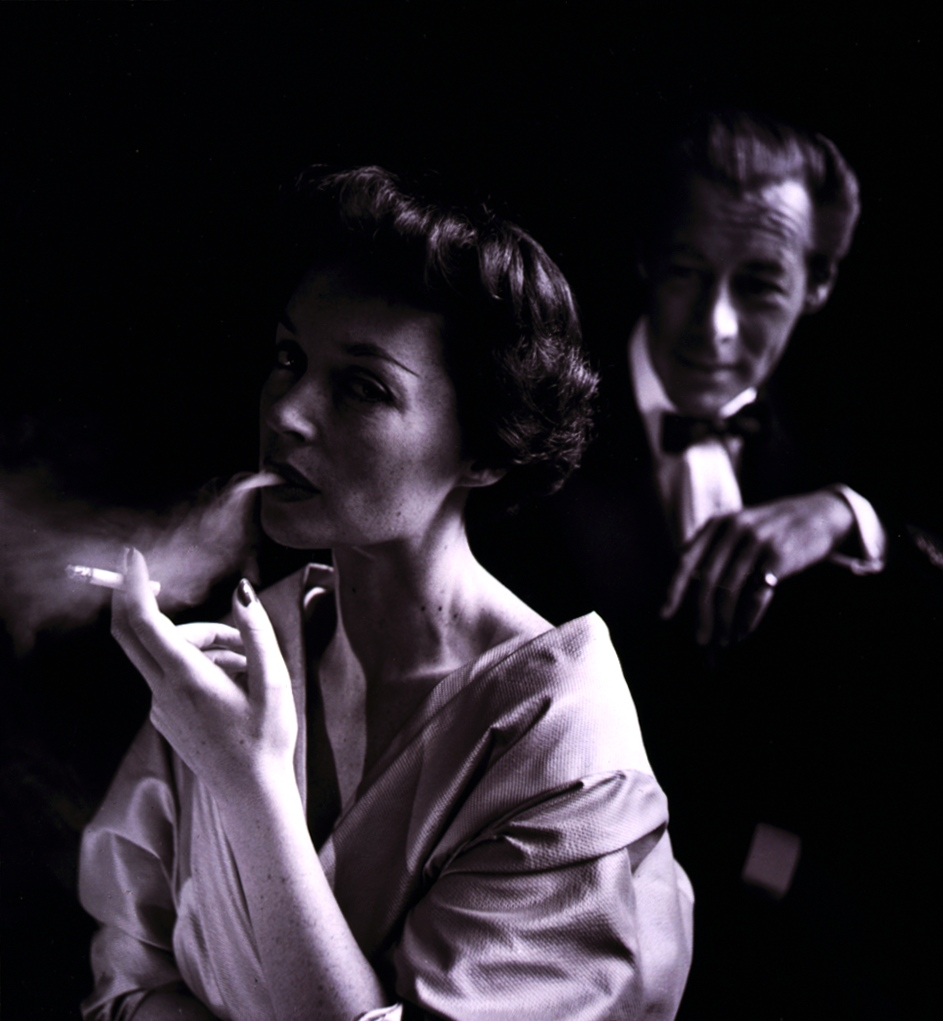
Fotografata da Toni Frissell col marito Rex Harrison nel 1950

Nel 1946, dopo il matrimonio con l'attore Rex Harrison (celebrato nel 1943), la Palmer seguì il marito a Hollywood e apparve in film di successo come il noir Maschere e pugnali (1946) di Fritz Lang, accanto a Gary Cooper, Anima e corpo (1947) di Robert Rossen, un melodramma sul mondo della boxe in cui ebbe come partner John Garfield, e Tra moglie e marito (1948) di Lewis Milestone, una commedia brillante con Dana Andrews e Louis Jourdan.
La carriera hollywoodiana dell'attrice subì poi una battuta d'arresto, complice lo scandalo derivato dalla relazione di Rex Harrison con l'attrice Carole Landis, conclusasi tragicamente con il suicidio della Landis nel luglio del 1948.
Gli Harrison si trasferirono a New York per dedicarsi alla carriera teatrale. Insieme recitarono con successo a Broadway nella commedia Bell, Book and Candle di John Van Druten e ritornarono in coppia sul grande schermo per il poliziesco L'assassino arriva di notte (1951) e per la commedia Letto matrimoniale (1952) di Irving Reis, in cui interpretarono i ruoli di due anziani coniugi che ripercorrono insieme la loro passata esistenza. Per questo film l'attrice vinse nel 1953 la Coppa Volpi per la migliore interpretazione femminile al Festival del Cinema di Venezia.
Nel 1954 la Palmer fece rientro in Europa, diventando un'attrice di richiamo internazionale grazie alla sua partecipazione a produzioni tedesche, francesi e britanniche. Il ruolo di Anna Anderson in Anastasia l'ultima figlia dello zar (1956) le valse il Deutscher Filmpreis quale miglior attrice, mentre in Francia sono da ricordare le sue apparizioni in Montparnasse (1958) di Jacques Becker, biografia del pittore Amedeo Modigliani, e in La vita a due (1958), sceneggiato da Sacha Guitry. 
Alternando l'attività cinematografica a quella televisiva, soprattutto negli anni sessanta la Palmer girò diversi film ancora negli Stati Uniti, quali le commedie Ma non per me (1959), con Clark Gable, e Il piacere della sua compagnia (1961), accanto a Fred Astaire, il dramma di spionaggio Il falso traditore (1962), in cui recitò a fianco di William Holden, L'ultimo treno da Vienna (1963), con Robert Taylor e Curd Jürgens, Operazione Crossbow (1965), con Sophia Loren e George Peppard, Le avventure e gli amori di Moll Flanders (1965), accanto a Kim Novak e Richard Johnson, Arrest! (1968), con Rod Taylor e Christopher Plummer, e Uno sporco contratto (1969), al fianco di James Coburn e Lee Remick. Nello stesso periodo partecipò anche a varie produzioni europee, come Finché dura la tempesta (1963), Il triangolo circolare (1964), Matrimonio alla francese (1965) e De Sade (1969).
Negli anni settanta e primi anni ottanta l'attrice continuò a recitare in Europa nei più svariati generi di pellicole, tra cui il celebre ma incompiuto L'altra faccia del vento (1972) di Orson Welles, il fantapolitico I ragazzi venuti dal Brasile (1977), al fianco di Gregory Peck e Laurence Olivier, e il film bellico Il ritorno delle aquile (1985) di John Frankenheimer, con protagonista Michael Caine.
Dopo la pubblicazione nel 1975 della propria autobiografia Change Lobsters and Dance, nella prima metà degli anni ottanta la Palmer dette alle stampe diversi romanzi e si dedicò alla pittura. Morì nel 1986, all'età di 71 anni, per un tumore.

## Vita privata
Dal matrimonio con Rex Harrison, celebrato nel 1943, la Palmer ebbe un unico figlio nel 1944, Rex Carey Alfred. Dopo il divorzio da Harrison nel 1956, l'anno successivo l'attrice sposò con l'attore argentino Carlos Thompson (che morirà suicida nel 1990 a Buenos Aires).

## Filmografia parziale

### Cinema
- Rivaux de la piste, regia di Serge de Poligny (1933)
- Crime Unlimited, regia di Ralph Ince (1935)
- Wolf's Clothing, regia di Andrew Marton (1936)
- The First Offence, regia di Herbert Mason (1936)
- Amore e mistero (Secret Agent), regia di Alfred Hitchcock (1936)
- Sunset in Vienna, regia di Norman Walker (1937)
- Goord Morning, Boys, regia di Marcel Varnel (1937)
- Uomini coraggiosi (The Great Barrier), regia di Geoffrey Barkas e Milton Rosmer (1937)
- Command Performance, regia di Sinclair Hill (1937)
- Il misterioso Jack (Crackerjack), regia di Albert De Couville (1938)
- A Girl Must Live, regia di Carol Reed (1939)
- Blind Folly, regia di Reginald Denham (1940)
- The Door with Seven Locks, regia di Norman Lee (1940)
- Thunder Rock, regia di Roy Boulting (1942)
- Sesso gentile (The Gentle Sex), regia di Leslie Howard (1943)
- English Without Tears, regia di Harold French (1945)
- L'amabile furfante (The Rake's Progress), regia di Sidney Gilliat (1945)
- Felicità proibita (Beware of Pity), regia di Maurice Elvey (1946)
- Maschere e pugnali (Cloak and Dagger), regia di Fritz Lang (1946)
- Anima e corpo (Body and Soul), regia di Robert Rossen (1947)
- My Girl Tisa, regia di Elliott Nugent (1948)
- Tra moglie e marito (No Minor Vices), regia di Lewis Milestone (1948)
- Hans il marinaio (Hans le marin), regia di François Villiers (1948)
- L'assassino arriva di notte (The Long Dark Hall), regia di Anthony Bushell e Reginald Beck (1951)
- Letto matrimoniale (The Four Poster), regia di Irving Reis (1952)
- Feuerwerk, regia di Kurt Hoffmann (1954)
- Capo d'accusa: uxoricidio (Teufel in Seide), regia di Rolf Hansen (1956)
- Anastasia, l'ultima figlia dello zar (Anastasia, die letzte Zarentochter), regia di Falk Harnack (1956)
- L'amore è una meravigliosa estasi (Zwischen Zeit und Ewigkeit), regia di Arthur Maria Rabenalt (1956)
- Wie ein Sturmwind, regia di Falk Harnack (1957)
- Il grattacielo del delitto (Der gläserne Turm), regia di Harald Braun (1957)
- Eine Frau, die weiss, was sie will, regia di Arthur Maria Rabenalt (1958)
- Montparnasse, regia di Jacques Becker (1958)
- Ragazze in uniforme (Mädchen in Uniform), regia di Géza von Radványi (1958)
- La vita a due (La vie à deux), regia di Clement Duhour (1958)
- Ma non per me (But Not for Me), regia di Walter Lang (1959)
- La professione della signora Warren (Frau Warrens Gewerbe), regia di Akos Rothonyi (1960)
- La guerra segreta di suor Katryn (Conspiracy of Hearts), regia di Ralph Thomas (1960)
- Le rendez-vous de minuit, regia di Roger Leenhardt (1961)
- Il piacere della sua compagnia (The Pleasure of His Company), regia di George Seaton (1961)
- I piaceri della signora Cheney (Frau Cheneys Ende), regia di Franz Josef Wild (1961)
- Ma Costanza si porta bene? (Finden sie, daß Constanze sich richtig verhält?), regia di Tom Pevsner (1962)
- La notte del peccato (Leviathan), regia di Léonard Keigel (1962)
- Il falso traditore (The Counterfeit Traitor), regia di George Seaton (1962)
- Giulia, tu sei meravigliosa! (Julia, Du bist zauberhaft), regia di Alfred Weidenmann (1962)
- L'ultimo treno da Vienna (Miracle of the White Stallions), regia di Arthur Hiller (1963)
- Finché dura la tempesta (Beta Som), regia di Charles Frend e Bruno Vailati (1963)
- L'amore difficile, regia di Alberto Bonucci, Sergio Sollima, Nino Manfredi e Luciano Lucignani (1963)
- Nude per amare (Das große Liebesspiel), regia di Alfred Weidenmann (1963)
- Il triangolo circolare (Le grain de sable), regia di Pierre Kast (1964)
- Operazione Crossbow (Operation Crossbow), regia di Michael Anderson (1965)
- Le avventure e gli amori di Moll Flanders (The Amorous Adventures of Moll Flanders), regia di Terence Young (1965)
- Matrimonio alla francese (Le tonnerre de Dieu), regia di Denys de La Patellière (1965)
- Der Kongreß amüsiert sich, regia di Géza von Radványi (1966)
- Destinazione marciapiede (Le voyage du père), regia di Denys de La Patellière (1966)
- Zwei Girls vom roten Stern, regia di Sammy Drechsel (1967)
- Paarungen, regia di Michael Verhoeven (1967)
- La gang dei diamanti (Jack of Diamonds), regia di Don Taylor (1967)
- Sebastian, regia di David Greene (1968)
- Edipo re (Oedipus the King), regia di Philip Saville (1968)
- Arrest! (Nobody Runs Forever), regia di Ralph Thomas (1968)
- Gli orrori del liceo femminile (La residencia), regia di N.I. Serrador (1969)
- Uno sporco contratto (Hard Contract), regia di S. Lee Pogostin (1969)
- De Sade, regia di Cy Endfield (1969)
- Dossier 212: destinazione morte, regia di Jean Delannoy (1970)
- I terrificanti delitti degli assassini della via Morgue (Murders in the Rue Morgue), regia di Gordon Hessler (1971)
- The Other Side of the Wind, regia di Orson Welles (1972)
- La tua presenza nuda (Diabòlica malicia), regia di Andrea Bianchi (1972)
- Lotte in Weimar, regia di Egon Günther (1974)
- I ragazzi venuti dal Brasile (The Boys from Brazil), regia di Franklin J. Schaffner (1978)
- Feine Gesellschaft - beschränkte Haftung, regia di Ottokar Runze (1982)
- Il ritorno delle aquile (The Holcroft Covenant), regia di John Frankenheimer (1985)

### Televisione
- Caccia grossa (The Zoo Gang) – serie TV, 6 episodi (1974)

## Doppiatrici italiane
- Lydia Simoneschi in Felicità proibita, Anima e corpo, Il piacere della sua compagnia, Tra moglie e marito, Ma non per me, Il falso traditore, Finché dura la tempesta, Matrimonio alla francese
- Rosetta Calavetta in L'ultimo treno da Vienna, Il triangolo circolare, Le avventure e gli amori di Moll Flanders
- Rina Morelli in Maschere e pugnali
- Gemma Griarotti in L'amore difficile
- Renata Marini in Operazione Crossbow
- Adriana De Roberto in Gli orrori del liceo femminile
- Lucia Catullo in I ragazzi venuti dal Brasile
- Anna Miserocchi in Il ritorno delle aquile